# 貝爾蒙德

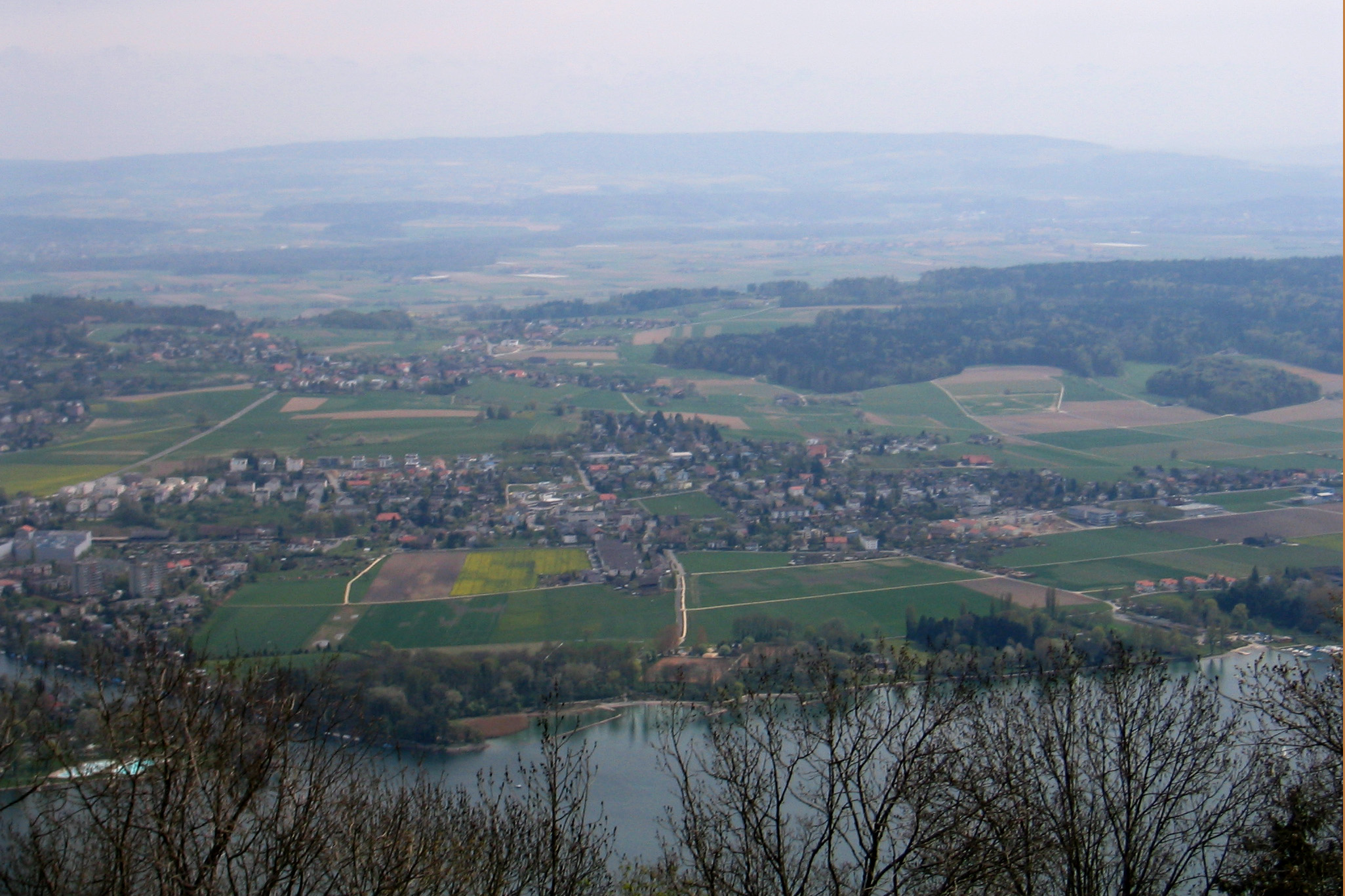

貝爾蒙德是瑞士的城鎮，位於該國中部，由伯恩州負責管轄，面積3.8平方公里，一半土地是農地，海拔高度499米，2011年人口1,528，人口密度每平方公里402人。